# GIF
GIF (kratica za Graphics Interchange Format) je rastrski slikovni format. Format podpira do 8 bitov na piksel, kar pomeni, da lahko naenkrat prikaže do 256 barv iz 24-bitnega barvnega modela RGB. Omogoča tudi animacijo z zaporednim prikazovanjem sličic, ki imajo ločene barvne palete.
Format so uvedli leta 1987 pri ameriškem internetnem ponudniku CompuServe. Od takrat je zaradi široke podprtosti postal zelo razširjen na svetovnem spletu. Uporaben je za prikazovanje logotipov in podobnih enostavnih motivov ter preprostih animacij, manj primeren pa za prikazovanje fotografij, saj ima za te namene preveč omejen nabor barv.